# Antoni Tarnowski (tancerz)

Antoni Tarnowski (ur. 3 listopada 1821 w Warszawie, zm. 6 lutego 1887 tamże) – wybitny tancerz baletowy, solista Teatru Wielkiego w Warszawie.

## Kariera artystyczna

### Dzieciństwo
Pochodził ze zubożałej rodziny szlacheckiej Tarnawskich, dopiero jego ojciec z niewiadomych powodów zmienił nazwisko rodowe na Tarnowski. Urodził się jako Konstanty Antoni, syn Stefana Józefa Michała Tarnawskiego / Tarnowskiego (1772–1847), mistrza sztuki drukarskiej, zecera drukarni „Gazety Warszawskiej” Antoniego Lesznowskiego, i jego drugiej żony Marianny z Klaszewskich, 1. voto Friedlandowej (1792–1852). Był bratem-bliźniakiem artysty baletu Aleksandra Tarnowskiego. Do szkoły baletowej Teatru Wielkiego wstąpił wraz z bratem 1 lipca 1835, gdzie był uczniem Romana Turczynowicza, Mikołaja Grekowskiego i Maurice’a Piona. W lipcu 1836 tańczył partię Ferdynanda w balecie Opiekun oszukany, a w październiku 1836 wykonywał rolę starej gospodyni Katarzyny w balecie Dwa posągi – były to przedstawienia w wykonaniu uczniów szkoły baletowej.

### Solista baletu
Od ok. roku 1842 tancerz baletu warszawskiego. Występował w zarówno w klasycznych tańcach solowych, jak i rolach groteskowych. Od 1850 roku należał wraz z bratem do pierwszych tancerzy klasycznych. Jednak role groteskowe przeważały w jego repertuarze aż do wycofywania się ze sceny jego chorego brata Aleksandra. Odtąd w jego dorobku przeważały już czołowe role w repertuarze klasycznym.
Partnerował na scenie czołowym polskim tancerkom swoich czasów, jak: Teodora Gwozdecka, Karolina Straus, Maria Freytag, Kamila Stefańska i Helena Cholewicka. Występował też z wybitnymi balerinami zagranicznymi goszczącymi w jego latach na scenie warszawskiej, a były to: Carlotta Grisi, Maria Vincentini, Jekatierina Friedberg, Claudine Cucchi (Couqui), Elisa Casati i parokrotnie odwiedzająca Warszawę Nadieżda Bogdanow, z którą tańcząc 11 lutego 1866 roku uległ wypadkowi na scenie. Ta kontuzja zmusiła go do zakończenia kariery tancerza, ale od 20 października 1868 roku uczył tańca w wyższych klasach szkoły baletowej Teatru Wielkiego.
Antoni Tarnowski był też podobno pomysłodawcą baletu czarodziejsko-romantycznego w czterech aktach i dwunastu obrazach pt. Mistrz Twardowski, wystawionego 6 lipca 1874 roku przez Virgilio Caloriego (autora libretta i choreografii) z muzyką Adolfa Sonnenfalda.

## Ważniejsze role

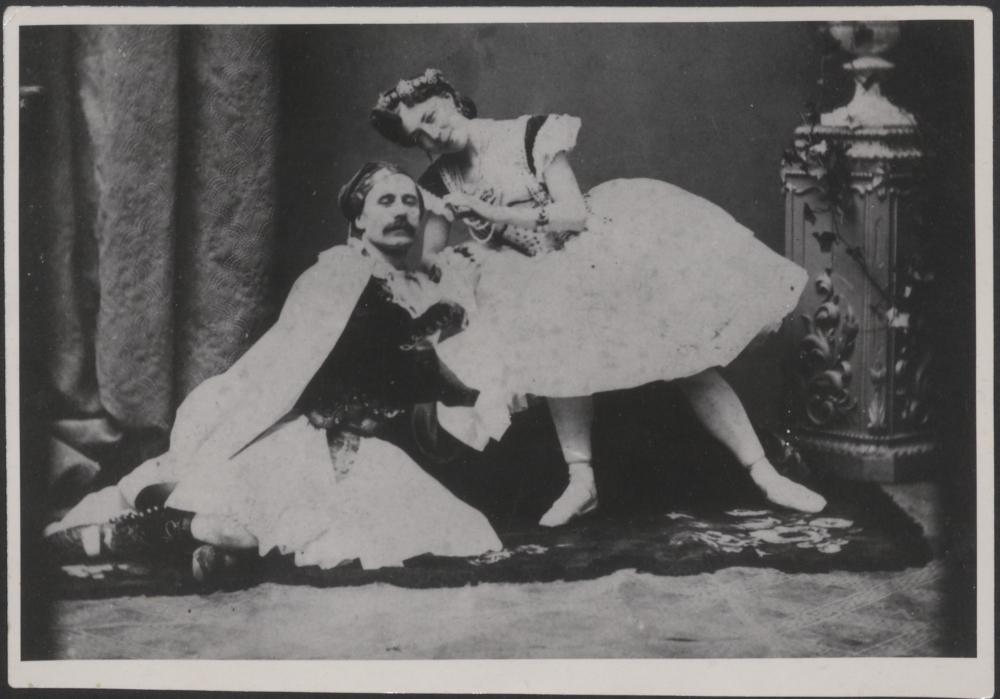
Antoni Tarnowski i Kamila Stefańska jako Conrad i Médora z baletu Korsarz, ok. 1865

Wszystkie od 1841 roku na scenie Teatru Wielkiego w Warszawie
- 1836: Ferdynand – Opiekun oszukany, choreografia Maurice Pion, muzyka Gioacchino Rossini / Józef Stefani (przedstawienie szkolne w Teatrze Rozmaitości)
- 1836: Gospodyni Katarzyna – Dwa posągi, choreografia Louis Thiérry / Maurice Pion, muzyka Józef Elsner (przedstawienie szkolne w Teatrze Rozmaitości)
- 1841: Akbar – Rozbójnik morski, choreografia Filippo Taglioni, muzyka Adolphe Adam / Józef Stefani
- 1842: Pas de trois – Lucyperek, choreografia Maurice Pion wg Jules’a Perrota, muzyka Ludwig Wilhelm Reuling, Józef Stefani
- 1843: Marszałek Perez – Gitana, choreografia Filippo Taglioni, muzyka Johann Schmidt, Józef Stefani
- 1843: Drużba – Wesele w Ojcowie, choreografia Louis Thiérry / Maurice Pion, muzyka Karol Kurpiński i Józef Damse
- 1846: Hans – Mimili, czyli Styryjczykowie, choreografia Maurice Pion, muzyka Józef Stefani
- 1846: Gustaw – Anetta, czyli Sen wieśniaczki, choreografia Filippo Taglioni, muzyka Józef Stefani
- 1848: Pas de quatre – Giselle, choreografia Roman Turczynowicz wg Jeana Corallego, muzyka Adolphe Adama / Józef Stefani
- 1851: Diavolino – Katarzyna, córka bandyty, choreografia Roman Turczynowicz wg Jules’a Perrota, muzyka Cesare Pugni / Józef Stefani
- 1851: Gringoire – Esmeralda, choreografia Roman Turczynowicz wg Jules’a Perrota, muzyka Cesare Pugni / Józef Stefani
- 1851: Pas de trois – w II akcie opery Robert Diabeł, choreografia Filippo Taglioni, muzyka Giacomo Meyerbeer
- 1852: Salvator Rosa – Katarzyna, córka bandyty, choreografia Roman Turczynowicz wg Jules’a Perrota, muzyka Cesare Pugni / Józef Stefani
- 1852: Pasterz – Miłość przebudzona, choreografia Filippo Taglioni, muzyka Giacomo Panizza / Józef Stefani
- 1853: Hrabia de Saint Leon – Hrabina i wieśniaczka, czyli Przemiana żon, choreografia Roman Turczynowicz wg Le diable à quatre Josepha Maziliera, muzyka Adolphe Adam
- 1854: Don Diego – Paquita, czyli Cyganie, choreografia Roman Turczynowicz wg Josepha Maziliera, muzyka Édouard Deldevez / Józef Stefani
- 1855: Hrabia Leonardo – Asmodea, diabeł rozkochany, choreografia Roman Turczynowicz wg Le diable amoureux Josepha Maziliera, muzyka Giuseppe Scaramelli / Józef Stefani
- 1856: Amato – Wyspa miłości, choreografia Roman Turczynowicz, muzyka Wenzel Gährich, Józef Stefani, Franciszek Maciej Małgocki, Władysław Majeranowski
- 1856: Fernando – Paquita, czyli Cyganie, choreografia Roman Turczynowicz wg Josepha Maziliera, muzyka Édouard Deldevez / Józef Stefani
- 1856: Książę Albert – Giselle, choreografia Roman Turczynowicz wg Jeana Corallego, muzyka Adolphe Adama / Józef Stefani
- 1856: Adonis – Wenus i Adonis, choreografia Carlo Blasis, muzyka Luigi Casamorata, Fracesco Blasis, Giovanni Bajetti
- 1856: Faust – Faust, choreografia Carlo Blasis, muzyka Luigi Casamorata, Luigi Viviani, François Fétis, Fracesco Blasis, Placido Mandanici, Giovanni Bajetti
- 1857: Solista – Dwa dni karnawału w Wenecji, choreografia Carlo Blasis, muzyka Giovanni (Jan) Quattrini
- 1857: Konrad – Korsarz, choreografia Roman Turczynowicz wg Josepha Maziliera, muzyka Adolphe Adam / Józef Stefani (ze wstawionym mazurkiem Fryderyka Chopina)
- 1858: Federici – Marco Spada, czyli Córka rozbójnika, choreografia Roman Turczynowicz wg Josepha Maziliera, muzyka Daniel Auber / Gabriel Rożniecki
- 1859: Henryk – Modniarki, czyli Karnawał paryski, choreografia Roman Turczynowicz wg Pasquale Borriego, muzyka Matthias Strebinger / Gabriel Rożniecki
- 1860: Konrad – Dziewice jeziora, choreografia Roman Turczynowicz, muzyka Gabriel Rożniecki

## Opinie o artyście
Antoni, podobnie jak jego brat bliźniak Aleksander, miał znakomite warunki zewnętrzne do tańca, wsparte siłą i zręcznością, talentem w tym kierunku i pracowitością. „Taniec tego prawdziwego artysty obok nadzwyczajnego wyrobienia i siły odznacza się nieporównanym wdziękiem i lekkością zadziwiającą; oprócz zalet pierwszego tancerza posiada nadto nieporównany dar wspierania we wszelkich trudniejszych pozach i w wykonywaniu śmielszych rzutów powierzonej mu tancerki”.
A historyk polskiego teatru Jan Tomasz Seweryn Jasiński, który znał osobiście obu braci Tarnowskich i śledził ich osiągnięcia sceniczne zanotował: „Byli obdarzeni od natury w powierzchowność Apolla Belwederskiego. Gracja, zręczność, lekkość, elegancja, wykonanie do zachwytu. Wszyscy wracający z zagranicy, co widzieli stołeczne balety, jednogłośnie orzekali, że takich tancerzy nigdzie nie ma”.